# Парышево (Херсонская область)
Парышево (укр. Паришеве) — село в Белозёрской поселковой общине Херсонского района Херсонской области Украины.
Почтовый индекс — 75014. Телефонный код — 5547. Код КОАТУУ — 6520385805.

## Население
Население по переписи 2001 года составляло 112 человек.

### Языковой состав
Родной язык населения по данным переписи 2001 года:
| Язык        | Численность, чел. | Доля     |
| ----------- | ----------------- | -------- |
| Украинский  | 104               | 92,86 %  |
| Русский     | 5                 | 4,46 %   |
| Белорусский | 2                 | 1,79 %   |
| Другое      | 1                 | 0,89 %   |
| Итого       | 112               | 100,00 % |

## Местный совет
75014, Херсонская обл., Белозёрский р-н, пос. Миролюбовка, ул. Зелёная, 24